# 聖彼得島 (保加利亞)

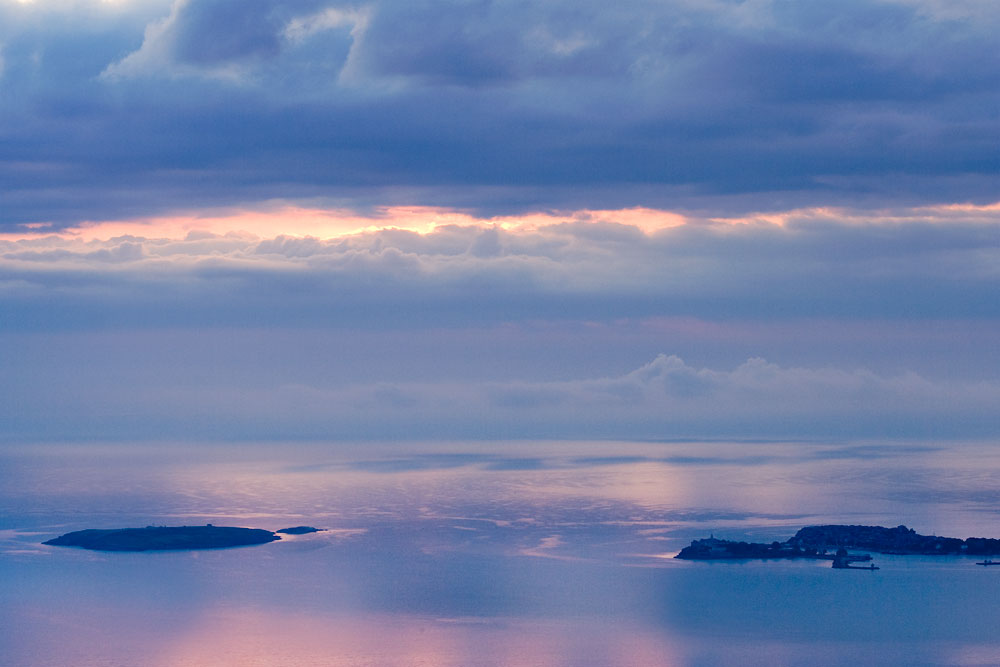

聖彼得島是保加利亞的島嶼，位於黑海海域，毗鄰聖伊萬島和聖基里爾島，面積0.025平方公里，最高點海拔高度9米，考古學家在該島發現教堂和陶器場遺址。
42°26′20″N 27°41′35″E / 42.439°N 27.693°E